# Pseudohendersonia proteae
Pseudohendersonia proteae är en svampart som beskrevs av Crous & M.E. Palm 1999. Pseudohendersonia proteae ingår i släktet Pseudohendersonia, divisionen sporsäcksvampar och riket svampar.   Inga underarter finns listade i Catalogue of Life.